# Пешт

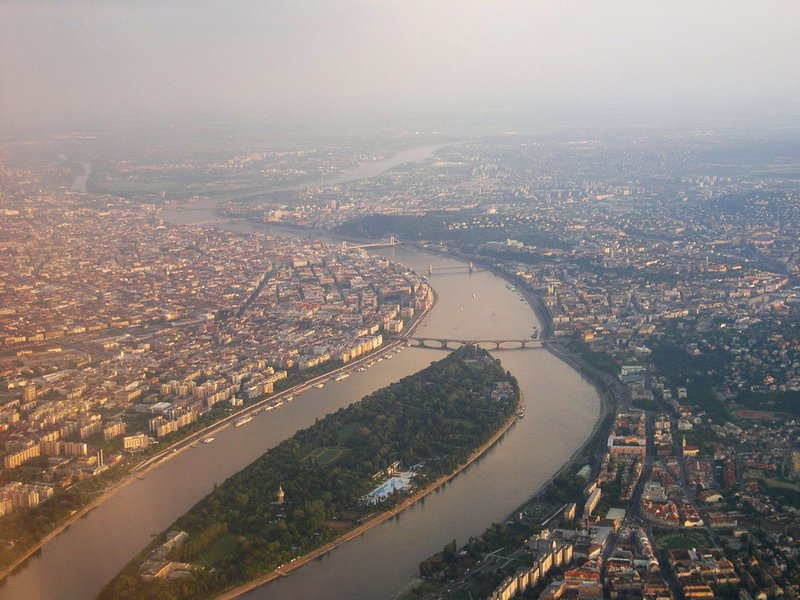
Будапешт: слева — Пешт, справа — Буда, в центре остров Маргит на Дунае

Пешт (венг. Pest, словац. Pešť — Пешть) — восточная, равнинная часть Будапешта, занимающая около 2/3 территории города. От другой части города, Буды, Пешт отделён Дунаем. В Пеште находится значительная часть достопримечательностей Будапешта, включая Венгерский парламент, площадь Героев и проспект Андраши. Иногда в просторечном венгерском языке слово Пешт используется как разговорное сокращение от названия Будапешт.

## Этимология

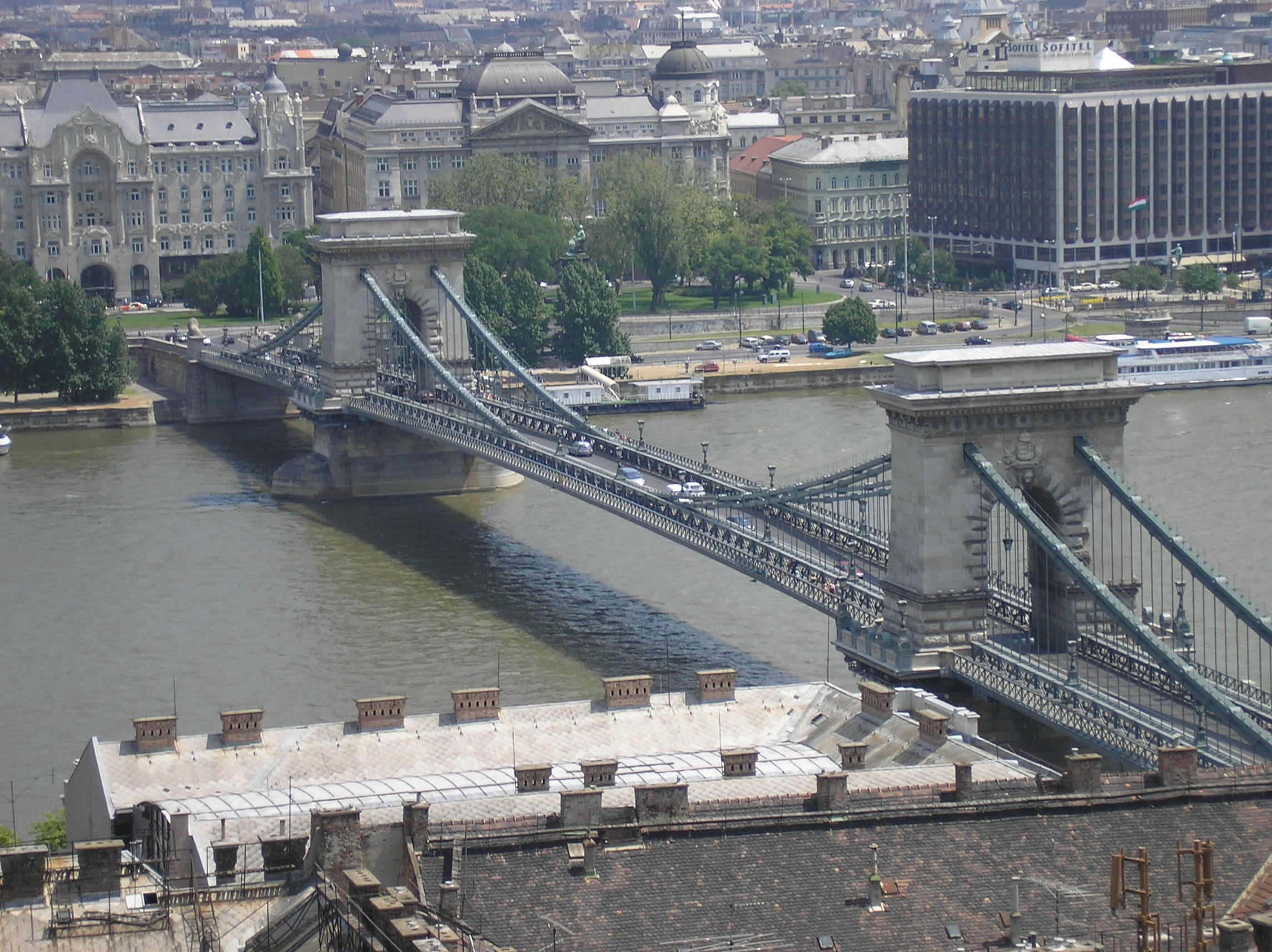
Соединяющий части Буду и Пешт цепной мост Сеченьи

Название «Пешт» — славянского происхождения, родственно современному русскому «печь». Возможно, это связано с тем, что в пещерах, расположенных в районе Пешта, разводили огонь.

## История
Пешт как самостоятельный город упоминается впервые в 1148 году. В древности на месте Пешта были кельтские и римские поселения. Стал важным экономическим центром в XI—XIII столетиях. Был разрушен в 1241 году монгольскими завоевателями, но вскоре отстроился заново. В 1849 году был построен первый мост через Дунай, связавший Пешт с Будой. 
В 1867 году с образованием государства Австро-Венгрии Пешт стал административным центром Транслейтании.
В 1873 году в результате объединения городов Пешта, Буды и Обуды на карте появился город Будапешт.

## Транспорт
По территории Пешта проходят все четыре линии Будапештского метрополитена, две из которых — проходят полностью по территории Пешта. Также только на территории Пешта находятся все троллейбусные маршруты города.